# Friend Me
Friend Me est une série télévisée américaine composée de 8 épisodes de 23 minutes créée par Alan Kirschenbaum et Ajay Sahgal initialement prévue pour la mi-saison 2013-2014 sur le réseau CBS, qui n'a jamais été diffusée.
Cette série est inédite dans les pays francophones.

## Distribution

### Acteurs principaux
- Christopher Mintz-Plasse : Evan
- Nicholas Braun : Rob
- Amanda Lund : Amanda
- Tim Robinson (en) : Sully
- Dan Ahdoot (en) : Farhad
- Parvesh Cheena (en) : Mike

### Acteurs récurrents et invités
- Ginger Gonzaga : April
- Megan Heyn : Brooke
- Liz Holtan : Julia
- Camilla Luddington : Brandi
- Bing Putney : Neil
- Kristen Renton (en) : Allison

## Développement

### Production
Le pilote a été commandé en janvier 2012, qui sera réalisé par Pamela Fryman.
Le 13 mai 2012, CBS a commandé la série pour la saison 2012-2013, et a annoncé trois jours plus tard lors des Upfronts que la série sera diffusée à la mi-saison 2013-2014.
À la suite du suicide du créateur Alan Kirschenbaum en octobre 2012, CBS a reporté la diffusion de la série, n'apparaissant pas dans le planning de mi-saison. Le 29 juillet 2013, CBS confirme que la série est annulée sans aucune intention de la diffuser.

### Casting
Les rôles ont été attribués dans cet ordre : Parvesh Cheena (en), Tim Robinson, Nicholas Braun et Dan Ahdoot (en), Christopher Mintz-Plasse et Amanda Lund. Ginger Gonzaga a obtenu un rôle récurrent.

## Fiche technique
- Réalisateur du pilote : Pamela Fryman
- Producteurs exécutifs : Alan Kirschenbaum, Ajay Sahgal, Eric et Kim Tannenbaum
- Société de production : CBS Television Studios et The Tannenbaum Co.

## Épisodes
1. Pilot
2. Rob and Evan Are Now Friends with Amanda
3. Evan Is Now Friends with Emily
4. Rob Is Now Friends with Leah
5. Evan Is Now Friends with Lucy
6. Amanda Is No Longer Friends with Scott
7. Amanda Is Now Friends with Chuck
8. Evan Is Now Friends with Vrementashen